# الهلال الرياضي بالرديف
أسس الملعب البلدي القديم بالرديف سنة 1908 والذي كانت تمارس فيه لعبة كرة القدم صنف أ فرع رياضة وشغل من طرف الفرنسيين والمالطيين والإيطاليين.

## التاريخ
سنة 1919 وبعد تأسيس الجامعة الفرنسية لكرة القدم انتشرت هذه اللعبة في فرنسا وبدأت في الانتشار كذلك في تونس. كان من بين الجمعيات التي تأسست في تلك الفترة جمعية رياضية بالرديّف بالتحديد في 22 ديسمبر 1919 وأطلق عليها تسمية «كنفوس» نسبة إلى شركة الفوسفاتِ Compagnie de Phosphates
في مارس 1920 تمت مراسلة الجامعة الفرنسية لكرة القدم للحصول على التأشيرة القانونية وكان لهم ذلك ومع كرة القدم وجدت فروع أخرى مثل كرة السلة، التنس والكرة الحديدية.
انطلقت أول بطولة موسم 1922-1923. شارك الهلال الرياضي بالرديف في أول بطولة مع غزال أم العرايس، نادي المظيلة، المتلوي الرياضية، الجريصة الرياضية وأولمبيك الكاف.
أثناء الحرب العالمية الثانية وقع توقيف نشاط الكرة في تونس وخاصة موسمي 1942 و 1943. عند عودة البطولة وقع تغيير الاسم من كنفوس إلى خنفوس بدعوى أن هذه الحشرة كانت السبب الرئيسي في اكتشاف الفسفاط.
من بين اللاعبين الذين نشطوا في الكنفوس: عبد الغني ماجدي، بشير السّوفي، الصّادق ماجدي، محمود القفصي، الزّين العبيدي، رابح النمسي، لامين بوصلاحي، عمّار مرّوكي، صالح فجراوي، عليوان مرّوكي.
من بين الأجانب الذين نشطوا: الإخوة حسين ومحمد باللسود من ليبيا ومن فرنسا أبناء كابانيولا Rerro, gregore, mario, goi وأصهارهم namalia و magion
لأول مرة في تونس وقع انتداب حارس أجنبي سنة 1951 وهو الحارس bordeau الفرنسي chardesse
سبق وأن هلال الرديف تأسس بالتحديد في 22 ديسمبر 1919 وأطلق عليها تسمية «كنفوس» نسبة إلى شركة الفوسفات وفي مارس 1920 تمّ الحصول على التأشيرة القانونية.
لعب هلال الرديف مواسم عديدة في الوطني وخاصة في الثلاثينات والأربعينات.. ثم نزل إلى القسم الثاني.
خاض الفريق 3 دورات براج وتعرّض إلى مظالم تحكيمية قاسية بدعوى عدم وجود طرق تؤدي إلى مدينة الرّديّــف ما عدا خط سكة الحديد وغياب مكان لإقامة الضيوف كالنزل ودور الشباب
الدورة الأولى للبراج كانت موسم 1955- 1956 : ولعب ضد كل من شيبيبة المطوية الذي كان يضم في صفوفه اللاعب «الفرزيط» الذي توّج موسمه الأول بالوطني كأحسن هداف بــ 20 هدف وكذلك الملعب السّوسي.. وكان الصعود من نصيب شبيبة المطوية.
الدورة الثانية للبراج كانت موسم 1956-1957 : كانت المنافسة بين الاتحاد التونسي والملعب السوسي وهلال الرديف وكان الصعود من نصيب الملعب السوسي.
الدورة الثالثة للبراج كانت موسم 1957-1958 :
C.A.Gaz والملعب القابسي الذي كسب رهان الصعود..